# Ribble
Ribble je řeka na severu Anglie, dlouhá 121 km. Nejvýznamnějšími přítoky jsou Hodder zprava a Calder a Douglas zleva. Tok řeky vytváří četné meandry a je lemován pastvinami.
Pramení v oblasti Yorkshire Dales v nadmořské výšce 246 m, jejími zdrojnicemi jsou Gayle Beck a Batty Wife Beck. Protéká hrabstvími Severní Yorkshire a Lancashire, směřuje původně k jihu a u Halton West se stáčí k jihozápadu. Vlévá se do Irského moře nedaleko Lytham St Annes. Estuár řeky dosahuje šířky až 16 km a je sedmým největším ve Spojeném království. Na dolním toku Ribble je zřetelný mořský příliv.
Ribble protéká městy Settle, Clitheroe a Preston. Významnou technickou památkou je železniční viadukt z roku 1875, dlouhý 400 metrů. Povodí řeky obývá 1,25 milionu lidí.
Údolí řeky bylo od pravěku významnou dopravní tepnou, v době římské nadvlády zde stála pevnost Bremetennacum. V roce 1840 byl u Cuerdale nalezen velký vikingský poklad. K nálezu stříbrných mincí ze čtrnáctého a patnáctého století došlo v roce 2009 u Great Mitton.
Krajinu podél řeky zobrazil ve svých knihách John Ronald Reuel Tolkien, jehož syn John navštěvoval místní Stonyhurst College. Tolkienův pobyt v údolí Ribble připomíná naučná stezka.
Řeka je vyhledávána rybáři díky početné populaci lososa obecného a pstruha obecného. Estuár Ribble je také navštěvován pozorovateli vodního ptactva.